# Десняк (озеро)
Десня́к — заплавне озеро у Сосницькому районі Чернігівської області, на правому березі Десни (басейн Дніпра), біля сіл Велике Устя й Мале Устя. З Десною сполучене річкою Чепелихою.
Озеро поділяють на Чистий Десняк (довжина його 1800 м, ширина до 120 м, площа 0,22 км², пересічна глибина 3,5 м) та Трав'янистий Десняк (довжина близько 2500 м, ширина до 120 м, площа 0,3 км², глибина до 4 м). Улоговина Десняка видовжена, неправильної форми. Береги Чистого Десняка круті, урвисті, поросли листяним лісом, Трав'янистого Десняка — низькі, вкриті лучною рослинністю. Живлення ґрунтове, дощове та за рахунок водообміну з Десною.
Температура води влітку від +18, + 19 °C на глибині 0,5 м до +10, + 12,5 °C на глибині З—3,5 м. Узимку замерзає. Прозорість від 0,75 до 1 м. На дні — піщано-мулисті та мулисті відклади. Серед прибережно-водяної і водяної рослинності — очерет звичайний, хвощ річковий, глечики жовті, латаття біле тощо.
З риб водяться лин, карась, окунь тощо. У прибережних заростях — гніздування очеретянки, солов'їної кобилочки та інших птахів.
Десняк та його береги — місце відпочинку.